# Bourdages
Pour les articles homonymes, voir Bourdages (homonymie).
Bourdages est un canton canadien de forme irrégulière de la région de la Chaudière-Appalaches.  Il fut proclamé officiellement le 20 août 1868.  Il couvre une superficie de 11 890 hectares.
Le canton de Bourdages est divisé en 12 rangs. Les rangs I, II et III ont chacun 16 lots. Le rang IV comptent 26 lots, le rang V en compte 18, le rang VI, VII, VIII, IX et X en comptent chacun 34 alors que les rangs A et B en comptent 30. Le canton de Bourdages est séparé entre les municipalités de Sainte-Apolline-de-Patton, de Cap-Saint-Ignace et de Saint-Cyrille-de-Lessard.

## Toponymie
Le toponyme Bourdages est à la mémoire de Louis Bourdages (1764-1835) qui fut entre autres député des comtés de Richelieu, de Buckingham et de Nicolet entre 1804 et 1834 .